# Административно-территориальное деление Карелии

Административно-территориальное
устройство Республики Карелия

## Административно-территориальное устройство
Согласно Конституции Республики Карелия и Закону «Об административно-территориальном устройстве Республики Карелия» субъект РФ включает следующие административно-территориальные единицы:
- 3 города республиканского значения (Петрозаводск, Костомукша, Сортавала)
- 15 районов.

В Республике Карелия 802 населённых пункта, в том числе 13 городов, 11 посёлков городского типа и 778 сельских населённых пунктов.

## Муниципальное устройство
В рамках организации местного самоуправления, в границах административно-территориальных единиц Республики Карелия были сформированы муниципальные образования. К концу 2019 года муниципальное устройство имело следующий вид:
- 2 городских округа;
- 16 муниципальных районов (в том числе — 3 национальных муниципальных района), в составе которых:
  - 22 городских поселения,
  - 85 сельских поселений (в том числе — 3 вепсских сельских поселения).

С июля 2020 года:
- 2 городских округа;
- 16 муниципальных районов (в том числе — 3 национальных муниципальных района), в составе которых:
  - 21 городское поселение,
  - 85 сельских поселений (в том числе — 3 вепсских сельских поселения).

С июня 2022 года.
- 2 городских округа;
- 1 муниципальный округ;
- 15 муниципальных районов (в том числе — 3 национальных муниципальных района), в составе которых:
  - 20 городских поселений,
  - 81 сельское поселение (в том числе — 3 вепсских сельских поселения).

С 2023 года:
- 2 городских округа;
- 4 муниципальных округа;
- 12 муниципальных районов (в том числе — 3 национальных муниципальных района), в составе которых:
  - 16 городских поселений,
  - 70 сельских поселений  (в том числе — 3 вепсских сельских поселения).

С 2025: 
- 1 городской округ;
- 5 муниципальных округов;
- 12 муниципальных районов (в том числе — 3 национальных муниципальных района), в составе которых:
  - 16 городских поселений,
  - 70 сельских поселений  (в том числе — 3 вепсских сельских поселения).

### Муниципальные районы и городские округа
| №         | Название                                                                   | Флаг | Герб | Население, чел. (2023) | Пло- щадь, км² | Плотность населения, чел./км² | Городское население, чел. | Сельское население, чел. | Административный центр | Посёлки городского типа | Число ГП | Число СП |
| --------- | -------------------------------------------------------------------------- | ---- | ---- | ---------------------- | -------------- | ----------------------------- | ------------------------- | ------------------------ | ---------------------- | ----------------------- | -------- | -------- |
| 1e-06     | Муниципальные районы                                                       |      |      |                        |                |                               |                           |                          |                        |                         |          |          |
| 1         | Калевальский национальный карел. Kalevalan kanzalline piiri                |      |      | ↘5939                  | 13 316         | 0,45                          | 3417                      | 2522                     | пгт Калевала           |                         | 1        | 3        |
| 2         | Кемский                                                                    |      |      | ↘12 715                | 8029           | 1,58                          | 9712                      | 3003                     | город Кемь             |                         | 1        | 3        |
| 3         | Кондопожский                                                               |      |      | ↘31 671                | 5940           | 5,33                          | 25 295                    | 6376                     | город Кондопога        |                         | 1        | 7        |
| 4         | Лахденпохский                                                              |      |      | ↘10 709                | 2180           | 4,91                          | 5855                      | 4854                     | город Лахденпохья      |                         | 1        | 4        |
| 5         | Лоухский                                                                   |      |      | ↗10 289                | 22 551         | 0,46                          | 7178                      | 3111                     | пгт Лоухи              | Чупа, Пяозерский        | 3        | 4        |
| 6         | Медвежьегорский карел. Karhumäen piiri                                     |      |      | ↘23 931                | 13 694         | 1,75                          | 17 355                    | 6576                     | город Медвежьегорск    | Пиндуши, Повенец        | 3        | 6        |
| 7         | Муезерский                                                                 |      |      | ↘7903                  | 17 660         | 0,45                          | 2507                      | 5396                     | пгт Муезерский         |                         | 1        | 7        |
| 8         | Олонецкий национальный карел. Anuksen kanzalline piiri                     |      |      | ↘18 662                | 3988           | 4,68                          | 7631                      | 11 031                   | город Олонец           |                         | 1        | 8        |
| 9         | Прионежский                                                                |      |      | ↘21 994                | 4475           | 4,91                          | 0                         | 21 994                   | город Петрозаводск     |                         | —        | 13       |
| 10        | Пряжинский национальный карел. Priäžän kanzalline piiri                    |      |      | ↗12 259                | 6395           | 1,92                          | 2984                      | 9275                     | пгт Пряжа              |                         | 1        | 6        |
| 11        | Пудожский карел. Puudožin piiri                                            |      |      | ↘14 351                | 12 745         | 1,13                          | 7207                      | 7144                     | город Пудож            |                         | 1        | 7        |
| 12        | Сортавальский                                                              |      |      | ↘23 825                | 2189           | 10,88                         | 18 720                    | 5105                     | город Сортавала        | Вяртсиля, Хелюля        | 2        | 2        |
| 12.000002 | Муниципальные округа                                                       |      |      |                        |                |                               |                           |                          |                        |                         |          |          |
| 13        | Костомукшский карел. Kostamuksen linnupiiri                                |      |      | ↘26 531                | 4046           | 6.56                          | 25928                     | 603                      | город Костомукша       |                         |          |          |
| 14        | Беломорский                                                                |      |      | ↘12 546                | 12 797         | 0,98                          | 7407                      | 5139                     | город Беломорск        |                         |          |          |
| 15        | Питкярантский                                                              |      |      | ↘14 735                | 2254           | 6,54                          | 8094                      | 6641                     | город Питкяранта       |                         |          |          |
| 16        | Сегежский                                                                  |      |      | ↘31 609                | 10 723         | 2,95                          | 28 985                    | 2624                     | город Сегежа           | Надвоицы                |          |          |
| 17        | Суоярвский                                                                 |      |      | ↘12 418                | 13 738         | 0,9                           | 6819                      | 5727                     | город Суоярви          |                         |          |          |
| 17.000003 | Городской округ                                                            |      |      |                        |                |                               |                           |                          |                        |                         |          |          |
| 18        | Петрозаводский карел. Petroskoin linnupiiri, фин. Petroskoin kaupunkipiiri |      |      | ↗235 793               | 113            | 2086.66                       | 234577                    | 0                        | город Петрозаводск     |                         |          |          |

### Сельские и городские поселения

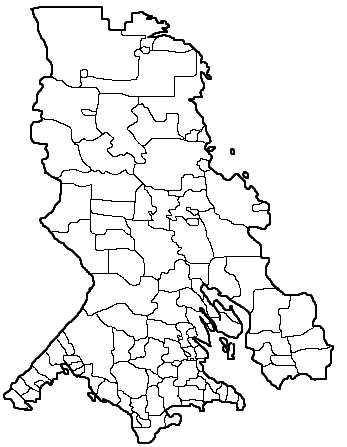
Муниципальные образования Карелии по состоянию на 2013 год

Ниже представлен перечень городских и сельских поселений, распределённых по муниципальным районам.
Городские поселения выделены жирным шрифтом.

#### Беломорский район
- Беломорское городское поселение
- Летнереченское сельское поселение
- Сосновецкое сельское поселение
- Сумпосадское сельское поселение

#### Калевальский национальный район
- Калевальское городское поселение
- Боровское сельское поселение
- Луусалмское сельское поселение
- Юшкозерское сельское поселение

#### Кемский район
- Кемское городское поселение
- Кривопорожское сельское поселение
- Куземское сельское поселение
- Рабочеостровское сельское поселение

#### Кондопожский район
- Кондопожское городское поселение
- Гирвасское сельское поселение
- Кедрозерское сельское поселение
- Кончезерское сельское поселение
- Кяппесельгское сельское поселение
- Новинское сельское поселение
- Петровское сельское поселение
- Янишпольское сельское поселение

Законом от 27 апреля 2018 года Курортное сельское поселение было упразднено, а его территория с посёлком Марциальные Воды включена в Петровское сельское поселение с административным центром в селе Спасская Губа.

#### Лахденпохский район
- Лахденпохское городское поселение
- Куркиёкское сельское поселение
- Мийнальское сельское поселение
- Хийтольское сельское поселение
- Элисенваарское сельское поселение

#### Лоухский район
- Лоухское городское поселение
- Пяозерское городское поселение
- Чупинское городское поселение
- Амбарнское сельское поселение
- Кестеньгское сельское поселение
- Малиновараккское сельское поселение
- Плотинское сельское поселение

#### Медвежьегорский район
- Медвежьегорское городское поселение
- Пиндушское городское поселение
- Повенецкое городское поселение
- Великогубское сельское поселение
- Паданское сельское поселение
- Толвуйское сельское поселение
- Чёбинское сельское поселение
- Чёлмужское сельское поселение
- Шуньгское сельское поселение

#### Муезерский район
- Муезерское городское поселение
- Воломское сельское поселение
- Ледмозерское сельское поселение
- Лендерское сельское поселение
- Пенингское сельское поселение
- Ребольское сельское поселение
- Ругозерское сельское поселение
- Суккозерское сельское поселение

#### Олонецкий национальный район
- Олонецкое городское поселение
- Видлицкое сельское поселение
- Ильинское сельское поселение
- Коверское сельское поселение
- Коткозерское сельское поселение
- Куйтежское сельское поселение
- Мегрегское сельское поселение
- Михайловское сельское поселение
- Туксинское сельское поселение

#### Питкярантский район
- Питкярантское городское поселение
- Импилахтинское сельское поселение
- Ляскельское сельское поселение
- Салминское сельское поселение
- Харлуское сельское поселение

#### Прионежский район
- Ладва-Веткинское сельское поселение
- Ладвинское сельское поселение
- Гарнизонное сельское поселение
- Деревянское сельское поселение
- Деревянкское сельское поселение
- Заозерское сельское поселение
- Мелиоративное сельское поселение
- Нововилговское сельское поселение
- Пайское сельское поселение
- Рыборецкое вепсское сельское поселение
- Шелтозерское вепсское сельское поселение
- Шокшинское вепсское сельское поселение
- Шуйское сельское поселение

#### Пряжинский национальный район
- Пряжинское городское поселение
- Ведлозерское сельское поселение
- Крошнозерское сельское поселение
- Матросское сельское поселение
- Святозерское сельское поселение
- Чалнинское сельское поселение
- Эссойльское сельское поселение

#### Пудожский район
- Пудожское городское поселение
- Авдеевское сельское поселение
- Красноборское сельское поселение
- Кривецкое сельское поселение
- Кубовское сельское поселение
- Куганаволокское сельское поселение
- Пяльмское сельское поселение
- Шальское сельское поселение

#### Сегежский район
- Сегежское городское поселение
- Надвоицкое городское поселение
- Валдайское сельское поселение
- Идельское сельское поселение
- Поповпорожское сельское поселение
- Чернопорожское сельское поселение

#### Сортавальский район
- Вяртсильское городское поселение
- Сортавальское городское поселение
- Кааламское сельское поселение
- Хаапалампинское сельское поселение

Законом от 3 июля 2020 года Хелюльское городское поселение было упразднено, а его территория включена в Сортавальское городское поселение.

#### Суоярвский район
- Суоярвское городское поселение
- Вешкельское сельское поселение
- Лоймольское сельское поселение
- Найстенъярвское сельское поселение
- Поросозерское сельское поселение

Законом от 27 мая 2022 года все поселения были упразднены и объединены вместе с муниципальным районом в единый Суоярвский муниципальный округ.

## История административно-территориального деления республики

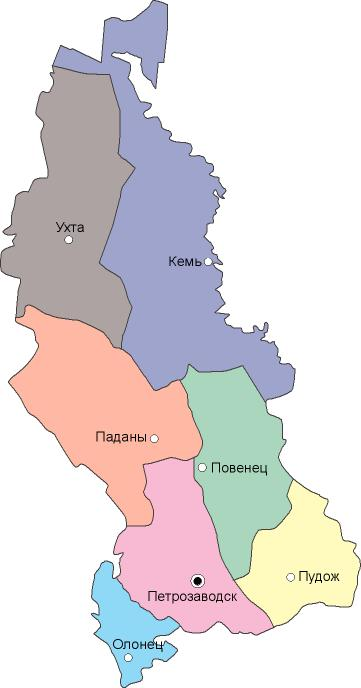
Автономная Карельская ССР в 1927 году

Карельская трудовая коммуна была образована 8 июня 1920 года из частей Олонецкого, Петрозаводского, Повенецкого уездов Олонецкой губернии и Кемского уезда Архангельской губернии.
- 1921 г. — Ребольская и Поросозерская волости переданы из Финляндии в состав Карельской Трудовой Коммуны. Петрозаводский и Повенецкий уезды Карельской Трудовой Коммуны слиты в единый Петрозаводский уезд в составе Деревянской, Кондопожской, Кончезерской, Кяппесельгской, Мяндусельгской, Петровской, Поросозерской, Ребольской, Ругозерской, Святозерской, Сегозерской, Сунской, Сямозерской, Тивдийской, Шуйской и Ялгубской волостей. Повенецкий уезд в составе Олонецкой губернии сохранён[12].
- 22 августа 1922 г. — Ухтинский и Паданский районы переименованы в уезды.
- 18 сентября 1922 — Повенецкий уезд и город Пудож, Авдеевская, Водлозерская, Коловская, Корбозерская и Нигижемская волости Пудожского уезда от Олонецкой губернии переданы в состав Карельской ТК.
- 1923 г. к республике присоединена часть земель Луначарской волости Петроградской губернии Кондушско-Лоянская и Важинская дачи, а также Александро-Свирский техникум с приданием к таковому для учебных целей Монастырской и Кондушско-Лоянской дач, а также Ладвинская волость Петроградской губернии с Остречинским лесничеством и часть Шелтозерско-Бережной волости за исключением селений, расположенных южнее р. Кукковки и Вознесенского лесничества.
- сентябрь 1923 г. — К Кемскому уезду Карелии присоединены 5 волостей Онежского уезда — Сумско-Посадская, Нюхотская, Лапинская, Надвоицкая и Колежемская[13].
- 1923 — Карельская Трудовая Коммуна была преобразована в Автономную Карельскую ССР (АКССР) в составе 7 уездов: Кемского, Олонецкого, Петрозаводского, Повенецкого, Пудожского, Ухтинского и Паданского.
- 3 ноября 1924 года в состав Карелии была передана и часть территории Лодейнопольского уезда Ленинградской губернии.

Административное деление Автономной Карельской ССР на 1 января 1926 года:
| Уезд                | Волости |
| ------------------- | --- |
| Кемский уезд        | Вычетайбольская, Кандалакшская, Керетская, Княжегубская, Ковдская, Колежемская, Ланинская, Надвоицкая, Летнеконецкая, Маслозерская, Нюхотская, Погостская, Подуженская, Поньгамская, Сорокская, Сумско-Посадская, Тунгудская, Шуерецкая |
| Олонецкий уезд      | Ведлозерская, Видлицкая, Коткозерская, Лоянская, Пеккульская, Рыпушкальская, Туломозерская |
| Паданский уезд      | Паданская, Порос-Озерская, Ребольская, Ругозерская, Кимас-Озерская |
| Петрозаводский уезд | Деревянская, Кондопожская, Кончезерская, Кянпесельгская, Ладвинская, Мяндусельгская, Петровская, Святозерская, Сямозерская, Тивдийская, Шелтозерско-Бережная, Шуйская, Ялгубская                                                        |
| Повенецкий уезд     | Великогубская, Даниловская, Кижская, Петровско-Ямская, Римская, Типиницкая, Шунгская, Лумбушский районный сельсовет |
| Пудожский уезд      | Авдеевская, Водлозерская, Коловская, Корбозерская, Нигижемская |
| Ухтинский уезд      | Вокнаволоцкая, Кестенгская, Кондокская, Олангская, Тихтозерская, Ухтинская, Юшкозерская |

- 1927 — вместо уездов образованы 26 районов: Великогубский, Видлицкий, Кандалакшский, Кемирецкий, Кемский, Кестеньгский, Кондопожский, Лоухский, Медвежьегорский, Олонецкий, Петровский, Повенецкий, Прионежский, Пудожский, Ребольский, Ругозерский, Святозерский, Сегежский, Сегозерский, Сорокский, Сямозерский, Тунгудский, Ухтинский, Шальский, Шелтозерский (национальный вепсский), Шуньгский.
- 1930 — в результате административной реформы число районов сократилось до 19: Заонежский, Кандалакшский, Кемский, Кестеньгский, Кондопожский, Лоухский, Медвежьегорский, Олонецкий, Петровский, Петрозаводский, Пряжинский, Пудожский, Ребольский, Ругозерский, Сегозерский, Сорокский, Тунгудский, Шелтозерский, Ухтинский.
- 23 сентября 1930 года Соловецкие острова вошли в состав Кемского района АКССР
- 20 октября 1930 года Соловецкие острова выведены из состава АКССР и включены в состав Северного края
- 1935 — образован Ведлозерский район. Ухтинский район переименован в Калевальский.
- 1936 — преобразование Автономной Карельской ССР (АКССР) в Карельскую АССР (КАССР).
- 1938 — Кандалакшский район передан в Мурманскую область. Сорокский район переименован в Беломорский.
- 1940 — Карельская АССР преобразована в Карело-Финскую ССР (КФССР). В её состав включены Выборгский, Кексгольмский, Куркийокский, Питкярантский, Сортавальский, Суоярвский и Яскинский районы, отошедшие от Финляндии.
- 1944 — Выборгский, Кексгольмский и Яскинский районы отошли к Ленинградской области.
- 1945 — образован Сегежский район
- 1948 — упразднён Ребольский район
- 1952 — Карелия разделена на 2 округа — Петрозаводский и Сегежский.
- 1953 — округа упразднены.
- 1955—1956 — Карело-Финская ССР преобразована в Карельскую АССР (КАССР). Упразднены Кестеньгский, Тунгудский, Ведлозерский, Сегозерский, Шелтозерский районы.
- 1957 — упразднены Питкярантский и Петровский, районы.
- 1958 — упразднены Куркийокский и Ругозерский районы. Город Сортавала переведен в число городов районного подчинения и включен в состав Сортавальского района[15]
- 1959 — упразднен Заонежский район.
- 30 декабря 1966 — Образованы Калевальский, Муезерский, Питкярантский  и Пряжинский районы[16].
- 1970 — образован Лахденпохский район.
- 1991 — Карельская АССР преобразована в республику Карелия.
- 1994 — образована Вепсская национальная волость на правах района.
- 2005 — Вепсская национальная волость упразднена.